# Mos italicus
Der mos italicus (lat. italienische Sitte/Gewohnheit) ist eine Methode der italienischen Scholastiker, den von den Glossatoren und Kommentatoren im Mittelalter begründeten Rechtsbetrieb fortzuentwickeln. Die Methode verschrieb sich einer autoritativ-philosophischen Begründung zur Sicherung der Rationalität der Jurisprudenz. Ihre Vertreter befassten sich während der frühen Neuzeit in traditioneller Auseinandersetzung mit den Texten der Rechtsbücher des Corpus iuris civilis und des Corpus iuris canonici. Die bedeutendsten Wegbereiter waren Bartolus de Saxoferrato und Baldus de Ubaldis.
Die überkommenen Rechtstexte der beiden Corpora wurden als ungeschichtliche und überzeitliche Autorität anerkannt, als richtig und nicht widersprüchlich. Die Juristen beschäftigten sich in der von der Theologie beeinflussten Scholastik mit dem Inhalt der Gesetzesbücher wissenschaftlich. Sie erklärten die Bedeutung und Wirkungsweise der einzelnen Regeln, sagten, wann diese jeweils Anwendung finden, und harmonisierten (scheinbar widersprüchliche) Regeln miteinander, indem sie die Gesetzestexte auslegten. Nachdem die Glossatoren anfänglich noch Glossen zwischen die Zeilen der Texte oder in Form von Randbemerkungen eingebracht hatten, hatten die Kommentatoren begonnen, Kommentare und andere Literaturformen als Auslegungshilfe zu verfassen. Insbesondere waren es die Kommentatoren, die nach Regeln für die Rechtspraxis suchten. Diese war von Gewohnheitsrechten geprägt und von lokalen Rechten und Einflüssen.
Zur Zeit der Umbruchbewegungen des französischen Renaissance-Humanismus, kritisierten insbesondere die Vertreter des mos gallicus die italienische Rechtssystematik. Die gallischen Rechtsmethoden waren die akademische Strömung, die sich in Frankreich durchsetzten, Italien und Deutschland blieben hingegen dem italienischen Wissenschaftsbetrieb verschrieben, sowohl an den Universitäten als auch bei Gericht. Anders als bei der durch den mos gallicus geprägten „humanistischen Jurisprudenz“ Frankreichs, die das justinianische Gesetzeswerk dazu heranzogen, das dahinter stehende klassische römische Recht zu erforschen, beschränkte man sich in Deutschland im 17. und 18. Jahrhundert auf die spätantiken Errungenschaften; eine Rückbesinnung auf dessen Herkunft aus dem klassischen Recht wurde nicht verfolgt. Daraus entwickelte sich der (später kritisierte) usus modernus pandectarum.